# Lujipeka
Lujipeka, de son vrai nom Lucas Taupin, né le 9 septembre 1995 à Rennes (Ille-et-Vilaine), est un rappeur et chanteur français. De 2014 à 2019, il est membre du collectif Columbine. Son premier album en solo Montagnes Russes est sorti le 5 novembre 2021.

## Biographie

### Jeunesse
Lucas Taupin est né le 9 septembre 1995 à Rennes, dans le département d'Ille-et-Vilaine. Il grandit dans les quartiers HLM de Patton-La Bellangerais, puis à Rennes Sud.   
À l'âge de 10 ans, Lujipeka commence à prendre des cours de guitare et, à partir de 14 ans, des cours de musique assistée par ordinateur. Il est scolarisé au collège Jean-Moulin de Saint-Jacques-de-la-Lande puis au lycée Bréquigny en section cinéma. Après l'obtention de son baccalauréat puis d'une année de césure, il termine en deux ans un BTS audiovisuel en spécialité son.

## Carrière

### Avec le groupe Columbine
Lujipeka commence la musique avec son groupe d'amis rencontrés en 2010 au lycée, parmi lesquels figurent Foda C, Sully, Yro et Lorenzo. En 2015, ils forment un collectif d'abord nommé VMS puis Columbine.
L'inspiration des membres du groupe va de la musique d'Odd Future à Boards of Canada et du cinéma comme le White trash, Gummo ou les films de Takeshi Kitano. Le collectif est autonome : Columbine produit ses vidéos, enregistre sa musique, tourne ses clips et crée ses propres collections de vêtements.
Ils sortent leur premier EP en 2014 intitulé 2k16.  
Clubbing for Columbine, leur premier album entièrement auto-produit, sort en janvier 2016. Son titre fait référence au documentaire Bowling for Columbine que Michael Moore consacre à la fusillade de Columbine. Le single éponyme est certifié disque d'or deux ans après sa sortie, en avril 2018. 
Le deuxième projet de Columbine Enfants terribles, principalement réalisé par le duo Lujipeka/Foda C, sort en avril 2017. Il s'agit de leur première sortie sur leur label VMS. Le collectif souhaitait « faire un album plus construit, plus abouti, sans les mêmes erreurs que le premier [...] On voulait s'essayer à des sons plus rock, plus jazz, et faire un projet plus introspectif. » L'album entre dès la première semaine de sa sortie à la 8e place du Top albums France. Le groupe entreprend une tournée nationale d'une quarantaine de dates à partir d'avril 2017, ils font notamment un concert le 10 mai à La Maroquinerie et le 25 novembre au Bataclan. 
Ensemble ils sortent quatre albums, dont le dernier Adieu, Au revoir est certifié double disque de platine. Ils enchaînent 5 années de concerts et finissent leur tournée au Zénith de Paris.  
En 2019 le groupe décide de se séparer, Lujipeka se lance alors dans sa carrière en solo.

### Carrière solo
Lujipeka dévoile son premier titre solo, intitulé Ahou, le 12 décembre 2019.
La sortie de son premier projet, un EP intitulé L.U.J.I., prévu pour le 27 mars 2020 est reporté au 15 mai du fait de la pandémie de Covid-19. Souhaitant maintenir sa participation à l'émission Planète Rap diffusé sur Skyrock sans avoir à diffuser les morceaux de son EP L.U.J.I. avant sa sortie officielle, il écrit en quelques jours un autre EP intitulé P.E.K.A.. A sa sortie l'EP L.U.J.I. atteint directement la première place des ventes d'albums en France.
Il sort sa chanson Putain d'époque en 2020, qui est choisie pour le générique de fin de l'émission Quotidien. Le morceau est ainsi diffusé de manière récurrente entre le 11 janvier et le 25 juin 2021. Il est l'invité de cette même émission et interprète ce titre en live le 23 avril 2021.
En 2021 il apparaît en featuring sur le titre Hades de Luv Resval. 
Son premier album intitulé Montagnes Russes sort le 5 novembre 2021 et reçoit de très bonnes critiques. Ainsi, le magazine Télérama écrit : « Lujipeka se révèle un fantastique interprète, se plaçant toujours un peu en avance sur le rythme et propulsant de sa voix légèrement éraillée chacun de ses titres sur fond de reggae (Poupée russe), de ballade rock (Juno) ou d'un simple piano (Avant de dormir). Son écriture simple, sans gras, précise, est celle d'un véritable auteur. ». L'album devient disque de platine en novembre 2024.
Du 1er au 5 décembre 2021, il est l'artiste choisi pour la résidence de création des Trans Musicales de Rennes.
Il sort un EP nommé LUJRADIO (Vol.1) avec des invités qu'il dévoile en direct sur Planète Rap (Luv Resval, Coyote Jo Bastard, Chanceko, Roshi, TK et DMS)
Durant l'année 2022, il remplit l'Olympia et est programmé dans de nombreux festivals de musique français tels que le Printemps de Bourges, les Francofolies de La Rochelle, Les Vieilles Charrues à Carhaix-Plouguer, Europavox à Clermont-Ferrand, Solidays à Paris. Il remporte le prix de la Révélation Francophone de l’année aux NRJ Music Awards 2022.
Lors des Victoires de la Musique 2022 Lujipeka, nommé en tant que Révélation Masculine de l'année, interprète son morceau Pas à ma place. 
En février 2023 il sort la réédition de son premier album Montagnes russes : menu XL composé de 10 nouveaux titres dont un avec So La Lune. Invité de nouveau sur le plateau de Quotidien, il joue son nouveau morceau Pour Toujours.
Le 31 mars 2023 il remplit le Zénith de Parisqui est par la suite rediffusé sur France 4.
Il apparaît sur le titre Victor Oshimen de Ben PLG. 
En novembre 2023 il sort la mixtape Week-end à Marseille avec pour invités Soprano, Stony Stone, Achim, Metah, Missan, Ben C et TK. On y retrouve son single Ligue des Champions.  
Il apparaît sur le titre Tempête de l'album de Yaro en 2023. Il fait également un titre avec Genezio sur Raplume.
En 2024 il collabore avec Jey Brownie sur le titre Pas de remords et avec Skary et Wysko sur le titre Le Silence et les Sirènes.
Il est choisi pour porter la flamme olympique à Rennes et donnera un concert gratuit à Rennes à l'occasion du coca cola musique tour.
En 2025, il annonce la billetterie de son accor arena arena prévu le 7 novembre 2026, un nouvel album "brûler Paris" le 3 octobre 2025 et sort 2 nouveaux titres: puzzle et paulise.
Il organise aussi un puzzle tour: une série de concert gratuits dans plusieurs grandes villes comme Nantes, Bordeaux, Marseille, Bruxelles,...

## Discographie

### En solo

#### Album studio
2025: Paulise+Puzzle

#### Singles
- 2019 : Ahou
- 2020 : Palapalaba
- 2020 : Lâche-moi la main (feat. Columbine)
- 2020 : Meme
- 2020 : Putain d'époque
- 2021 : Putain d'époque (feat. S.Pri Noir)
- 2021 : Éclipse
- 2021 : Poupée russe ( Platine)[19]
- 2021 : Pas à ma place ( Or)[19]
- 2021 : Mempapeur (Interlude)
- 2021 : 0.6
- 2022 : Épilogue (feat. Luv Resval)
- 2022 : HSBC (feat. TK)
- 2022 : Metaverse
- 2022 : VDA
- 2023 : Lala (feat. So La Lune)
- 2023 : Pour toujours
- 2023 : BBRY (feat. Guy2Bezbar)
- 2023 : Ligue des champions
- 2023 : Zaza
- 2025 : Brûler Paris
- 2025 : Puzzle
- 2025 : Paulise

### Albums studio
- 2016 : Clubbing for Columbine
- 2017 : Enfants terribles
- 2018 : Adieu bientôt

#### EP
- 2014 : 2k16

## Distinctions

### Récompenses
- NRJ Music Awards 2022 : Révélation francophone de l'année
- Victoires de la Musique 2023 : Nomination dans la catégorie Révélation masculine de l'année[20]
- NRJ Music Awards 2023 : Nomination dans la catégorie Tournée francophone de l’année